# Tenjiku shogi
Tenjiku shogi (天竺将棋 tenjiku shōgi, "Thiên Trúc tướng kỳ" hoặc 天竺大将棋 tenjiku dai shōgi "Thiên Trúc Đại tướng kỳ")là một biến thể cỡ lớn của shogi (cờ Nhật Bản). Trò chơi có từ thế kỷ 15 hoặc 16 và dựa trên chu shogi trước đó, nhưng bản thân nó phần lớn dựa trên dai shogi.
Do cách diễn đạt ngắn gọn và thường không đầy đủ của các tài liệu lịch sử cho các biến thể shogi lớn, ngoại trừ chu shogi và ở mức độ thấp hơn là dai shogi (ở vài thời điểm là hình thức chơi shogi phổ biến nhất), các quy tắc chơi có từ lịch sử của tenjiku shogi không được rõ ràng. Các tài liệu khác nhau thường khác nhau đáng kể trong các cách di chuyển được quy định cho các quân cờ. Các mô tả được liệt kê ở đây có khả năng là được tái tạo dựa trên chu shogi, nền tảng chính của tenjiku shogi, nhưng không phải tất cả những người chơi đương đại đều tuân theo các quy tắc chơi dựa trên lịch sử này. Không rõ liệu trò chơi có được chơi nhiều trong lịch sử hay không, vì không có bản ghi lại nào về các thiết lập ban đầu từng được tạo ra.

## Luật trò chơi

### Mục tiêu
Mục tiêu của trò chơi là chiếu hết vua của đối thủ và nếu có mặt Thái tử, được coi là vua thứ hai; hoặc để bắt tất cả các quân khác, để lại một mình vị vua hoặc Thái tử trên bàn cờ. Không giống như shogi tiêu chuẩn, các quân có thể không được thả lại vào bàn cờ sau khi bị bắt.

### Thiết lập trò chơi
Hai người chơi, Đen và Trắng (hoặc 先手 (tiên thủ) và 後手 (hậu thủ)), chơi trên một bàn cờ gồm các ô vuông trong lưới 16 hàng và 16 cột với tổng số 256 ô vuông. Các ô vuông không phân biệt bằng cách đánh dấu hoặc màu sắc. Một cặp dấu chấm có thể được đặt ngay sau hàng thứ năm ở mỗi bên để đánh dấu các khu vực phong cấp và hỗ trợ trong việc thiết lập ban đầu của hai bên.
Mỗi người chơi có một bộ 78 quân cờ hình nêm gồm 36 loại quân. Tổng cộng, người chơi phải nhớ 43 bước di chuyển cho các quân cờ này. Các quân cờ có kích thước hơi khác nhau. Từ lớn nhất đến nhỏ nhất (gần như mạnh nhất đến yếu nhất) là:
| - 1 Vương tướng (hoặc Ngọc tướng) - 1 Đại tướng - 1 Phó tướng - 2 Phi tướng - 2 Giác tướng - 1 Bôn thứu - 1 Bôn vương - 2 Phi thứu - 2 Giác ưng - 2 Thủy ngưu - 4 Xa binh - 2 Hỏa quỷ | - 1 Sư ưng - 1 Sư tử - 2 Long vương - 2 Long mã - 2 Phi xa - 2 Giác hành - 1 Kỳ lân - 1 Phượng hoàng - 1 Túy tượng - 2 Manh hổ - 2 Mãnh báo - 2 Kim tướng | - 2 Ngân tướng - 2 Đồng tướng - 2 Thụ hành - 2 Hoành hành - 2 Phản xa - 2 Thụ binh - 2 Hoành binh - 2 Hương xa - 2 Quế mã - 2 Thiết tướng - 2 Khuyển - 16 Bộ binh |

Một số tên tiếng Việt được chọn để tương ứng với các tên gọi trong cờ vua phương Tây, thay vì là bản dịch của các tên Nhật Bản.
Mỗi quân cờ có tên được viết bằng một hoặc hai chữ kanji trên mặt của mỗi quân cờ. Ở mặt trái của một số quân cờ có hai hoặc ba ký tự khác, thường có màu khác như màu đỏ; mặt trái này được lật lên để chỉ ra rằng quân cờ đã được phong cấp trong khi chơi. Các quân cờ của hai bên không khác nhau về màu sắc, mà thay vào đó, mỗi mảnh có hình nêm và hướng về phía trước, về phía đối diện, giúp phân biệt quân cờ của mỗi người chơi.

#### Bảng các quân cờ
Dưới đây là các quân cờ của trò chơi và nếu có phong cấp thì cột kề cuối cùng sẽ là quân cờ được phong cấp từ quân cờ gốc. Các quân cờ được đánh dấu * hoa thị chỉ có sẵn khi có phong cấp.
| Tên                   | Kanji  | Rōmaji   | Viết tắt | Viết tắt | Phong cấp thành       | Ý nghĩa              |
| --------------------- | ------ | -------- | -------- | -------- | --------------------- | -------------------- |
| Giác hành             | 角行   | kakugyō  | B        | 角       | Long mã               | Di chuyển góc        |
| Giác tướng            | 角将   | kakushō  | BG       | 用       | Phó tướng             | Tướng đi góc         |
| Manh hổ               | 盲虎   | mōko     | BT       | 虎       | Phi lộc               | Hổ mù                |
| Xa binh               | 車兵   | shahei   | CS       | 車       | Tứ thiên vương        | Lính đi xe           |
| Đồng tướng            | 銅将   | dōshō    | C        | 銅       | Hoành hành            | Tướng đồng           |
| Khuyển                | 犬     | inu      | D        | 犬       | Tạp tướng             | Chó                  |
| Long mã               | 龍馬   | ryūme    | DH       | 馬       | Giác ưng              | Ngựa rồng            |
| Long vương            | 龍王   | ryūō     | DK       | 龍       | Phi thứu              | Vua rồng             |
| Túy tượng             | 酔象   | suizō    | DE       | 象       | Thái tử               | Voi say xỉn          |
| Mãnh báo              | 猛豹   | mōhyō    | FL       | 豹       | Giác hành             | Báo đốm              |
| Hỏa quỷ               | 火鬼   | kaki     | FD       | 火       | —                     | Quỷ lửa              |
| *Phi ngưu             | 飛牛   | higyū    | FO       | 牛       | (phong từ Thụ hành)   | Trâu bay             |
| *Phi lộc              | 飛鹿   | hiroku   | FS       | 鹿       | (phong từ Manh hổ)    | Hươu bay             |
| *Bôn trư              | 奔猪   | honcho   | FB       | 猪       | (phong từ Hoành hành) | Lợn chạy             |
| Bôn thứu              | 奔鷲   | honjū    | FE       | 就       | —                     | Đại bàng chạy        |
| Kim tướng             | 金将   | kinshō   | G        | 金       | Phi xa                | Tướng vàng           |
| Đại tướng             | 大将   | taishō   | GG       | 大       | —                     | Tướng lớn            |
| *Tứ thiên vương       | 四天王 | shitennō | HT       | 天       | (phong từ Xa binh)    | Bốn vị vua trên trời |
| Giác ưng              | 角鷹   | kakuō    | HF       | 鷹       | Giác tướng            | Chim ưng có sừng     |
| Thiết tướng           | 鉄将   | tesshō   | I        | 鉄       | Thụ binh              | Tướng sắt            |
| Ngọc tướng (Tiên thủ) | 玉将   | gyokushō | K        | 玉       | —                     | Tướng ngọc           |
| Vương tướng (Hậu thủ) | 王将   | ōshō     | K        | 王       | —                     | Tướng vua            |
| Kỳ lân                | 麒麟   | kirin    | Kr       | 麒       | Sư tử                 | Kỳ lân               |
| Quế mã                | 桂馬   | keima    | N        | 桂       | Hoành binh            | Ngựa quế             |
| Hương xa              | 香車   | kyōsha   | L        | 香       | Bạch câu              | Xe hương             |
| Sư tử                 | 獅子   | shishi   | Ln       | 獅       | Sư ưng                | Sư tử                |
| Sư ưng                | 獅鷹   | shiō     | LH       | 師       | —                     | Điểu sư              |
| *Tạp tướng            | 雜将   | suishō   | MG       | 雜       | (phong từ Khuyển)     | Tướng lạ             |
| Bộ binh               | 歩兵   | fuhyō    | P        | 歩       | Kim tướng             | Lính bộ              |
| Phượng hoàng          | 鳳凰   | hōō      | Ph       | 鳳       | Bôn vương             | Phượng hoàng         |
| *Thái tử              | 太子   | taishi   | CP       | 子       | (phong từ Túy tượng)  | Thái tử              |
| Bôn vương             | 奔王   | honnō    | Q        | 奔       | Bôn thứu              | Vua chạy             |
| Phản xa               | 反車   | hensha   | RC       | 反       | Kình nghê             | Xe ngược             |
| Phi xa                | 飛車   | hisha    | R        | 飛       | Long vương            | Xe bay               |
| Phi tướng             | 飛将   | hishō    | RG       | 升       | Đại tướng             | Tướng bay            |
| Hoành hành            | 横行   | ōgyō     | SM       | 横       | Bôn trư               | Di chuyển ngang      |
| Hoành binh            | 横兵   | ōhei     | SS       | 黄       | Thủy ngưu             | Lính đi ngang        |
| Ngân tướng            | 銀将   | ginshō   | S        | 銀       | Thụ hành              | Tướng bạc            |
| Phi thứu              | 飛鷲   | hijū     | SE       | 鷲       | Phi tướng             | Đại bàng bay         |
| Thụ hành              | 竪行   | shugyō   | VM       | 竪       | Phi ngưu              | Di chuyển dọc        |
| Thụ binh              | 竪兵   | shuhei   | VS       | 立       | Xa binh               | Lính đi dọc          |
| Phó tướng             | 副将   | fukushō  | VG       | 副       | —                     | Phó tướng            |
| Thủy ngưu             | 水牛   | suigyū   | WB       | 水       | Hỏa quỷ               | Trâu nước            |
| *Kình nghê            | 鯨鯢   | keigei   | W        | 鯨       | (phong từ Phản xa)    | Cá voi               |
| *Bạch câu             | 白駒   | hakku    | WH       | 駒       | (phong từ Hương xa)   | Ngựa trắng           |

Có thể tóm tắt các quy tắc phong cấp như sau. Trong mỗi ô vuông bên dưới, một quân cờ (trừ quân Vua) phong cấp thành quân cờ đứng phía trước nó. Các quân cờ ở đầu mỗi ô không được phong cấp (và nếu được in nghiêng và có dấu *, như đã nêu trước đây, những quân cờ này chỉ xuất hiện khi được phong cấp). Lưu ý rằng mỗi quân cờ chỉ có thể được phong cấp một lần. Ví dụ: một quân Kim tướng có thể thăng cấp lên thành quân Phi xa, và một quân Phi xa có thể thăng cấp lên quân Long vương, nhưng một quân Kim tướng đã được thăng cấp thành Phi xa không thể thăng cấp lần thứ hai lên Long vương. Điều này rõ ràng từ thiết lập ban đầu của bàn cờ, vì mỗi quân cờ chỉ có hai mặt.
|                |        |               |                 |        |
| Ngọc tướng     | 玉将   |               | *Thái tử        | 太子   |
| Vương tướng    | 王将   | ↑ Túy tượng   | ↑ 酔象          |        |
|                |        |               |                 |        |
| Phó tướng      | 副将   |               | Đại tướng       | 大将   |
| ↑ Giác tướng   | ↑ 角将 | ↑ Phi tướng   | ↑ 飛将          |        |
| ↑ Giác ưng     | ↑ 角鷹 | ↑ Phi thứu    | ↑ 飛鷲          |        |
| ↑ Long mã      | ↑ 龍馬 | ↑ Long vương  | ↑ 龍王          |        |
| ↑ Giác hành    | ↑ 角行 | ↑ Phi xa      | ↑ 飛車          |        |
| ↑ Mãnh báo     | ↑ 猛豹 | ↑ Kim tướng   | ↑ 金将          |        |
|                |        | ↑ Bộ binh     | ↑ 歩兵          |        |
|                |        |               |                 |        |
| Hỏa quỷ        | 火鬼   |               | *Tứ thiên vương | 四天王 |
| ↑ Thủy ngưu    | ↑ 水牛 | ↑ Xa binh     | ↑車兵           |        |
| ↑ Hoành binh   | ↑ 横兵 | ↑ Thụ binh    | ↑ 竪兵          |        |
| ↑ Quế mã       | ↑ 桂馬 | ↑ Thiết tướng | ↑ 鉄将          |        |
|                |        |               |                 |        |
| Bôn thứu       | 奔鷲   |               | Sư ưng          | 獅鷹   |
| ↑ Bôn vương    | ↑ 奔王 | ↑ Sư tử       | ↑ 獅子          |        |
| ↑ Phượng hoàng | ↑ 鳳凰 | ↑ Kỳ lân      | ↑ 麒麟          |        |
|                |        |               |                 |        |
| *Bôn trư       | 奔猪   |               | *Phi ngưu       | 飛牛   |
| ↑ Hoành hành   | ↑ 横行 | ↑ Thụ hành    | ↑ 竪行          |        |
| ↑ Đông tướng   | ↑ 銅将 | ↑ Ngân tướng  | ↑ 銀将          |        |
|                |        |               |                 |        |
| *Tạp tướng     | 雜将   |               | *Phi lộc        | 飛鹿   |
| ↑ Khuyển       | ↑ 犬   | ↑ Manh hổ     | ↑ 盲虎          |        |
|                |        |               |                 |        |
| *Bạch câu      | 白駒   |               | *Kình nghê      | 鯨鯢   |
| ↑ Hương xa     | ↑ 香車 | ↑ Phản xa     | ↑ 反車          |        |

### Bàn cờ
Thiết lập ban đầu của bàn cờ như sau. Xem bên mô tả bên dưới để về cách di chuyển của các quân cờ.
| Mã màu |                                                                          |
| 駒     | Nhảy không giới hạn ô                                                    |
| 駒     | Di chuyển không giới hạn ô đến khi gặp quân cản                          |
| 駒     | Bắt nhiều quân liên tục                                                  |
| 駒     | Nhảy qua ô khác không liền kề                                            |
| 駒     | Di chuyển từng ô một                                                     |
| 駒     | Ăn bất kỳ quân cờ nào ở vị trí gần nó đang đứng 1 ô vuông (quân Hỏa quỷ) |

Tên đầy đủ
| 16    | 15    | 14    | 13    | 12    | 11    | 10    | 9     | 8     | 7     | 6     | 5     | 4     | 3     | 2     | 1     |       |
| ----- | ----- | ----- | ----- | ----- | ----- | ----- | ----- | ----- | ----- | ----- | ----- | ----- | ----- | ----- | ----- | ----- |
| 香 車 | 桂 馬 | 猛 豹 | 鉄 将 | 銅 将 | 銀 将 | 金 将 | 酔 象 | 王 将 | 金 将 | 銀 将 | 銅 将 | 鉄 将 | 猛 豹 | 桂 馬 | 香 車 | 一    |
| 反 車 |       | 車 兵 | 車 兵 |       | 盲 虎 | 鳳 凰 | 奔 王 | 獅 子 | 麒 麟 | 盲 虎 |       | 車 兵 | 車 兵 |       | 反 車 | 二    |
| 横 兵 | 竪 兵 | 角 行 | 龍 馬 | 龍 王 | 水 牛 | 火 鬼 | 奔 鷲 | 獅 鷹 | 火 鬼 | 水 牛 | 龍 王 | 龍 馬 | 角 行 | 竪 兵 | 横 兵 | 三    |
| 横 行 | 竪 行 | 飛 車 | 角 鷹 | 飛 鷲 | 角 将 | 飛 将 | 副 将 | 大 将 | 飛 将 | 角 将 | 飛 鷲 | 角 鷹 | 飛 車 | 竪 行 | 横 行 | 四    |
| 歩 兵 | 歩 兵 | 歩 兵 | 歩 兵 | 歩 兵 | 歩 兵 | 歩 兵 | 歩 兵 | 歩 兵 | 歩 兵 | 歩 兵 | 歩 兵 | 歩 兵 | 歩 兵 | 歩 兵 | 歩 兵 | 五    |
|       |       |       |       | 犬    |       |       |       |       |       |       | 犬    |       |       |       |       | 六    |
|       |       |       |       |       |       |       |       |       |       |       |       |       |       |       |       | 七    |
|       |       |       |       |       |       |       |       |       |       |       |       |       |       |       |       | 八    |
|       |       |       |       |       |       |       |       |       |       |       |       |       |       |       |       | 九    |
|       |       |       |       |       |       |       |       |       |       |       |       |       |       |       |       | 十    |
|       |       |       |       | 犬    |       |       |       |       |       |       | 犬    |       |       |       |       | 十 一 |
| 歩 兵 | 歩 兵 | 歩 兵 | 歩 兵 | 歩 兵 | 歩 兵 | 歩 兵 | 歩 兵 | 歩 兵 | 歩 兵 | 歩 兵 | 歩 兵 | 歩 兵 | 歩 兵 | 歩 兵 | 歩 兵 | 十 二 |
| 横 行 | 竪 行 | 飛 車 | 角 鷹 | 飛 鷲 | 角 将 | 飛 将 | 大 将 | 副 将 | 飛 将 | 角 将 | 飛 鷲 | 角 鷹 | 飛 車 | 竪 行 | 横 行 | 十 三 |
| 横 兵 | 竪 兵 | 角 行 | 龍 馬 | 龍 王 | 水 牛 | 火 鬼 | 獅 鷹 | 奔 鷲 | 火 鬼 | 水 牛 | 龍 王 | 龍 馬 | 角 行 | 竪 兵 | 横 兵 | 十 四 |
| 反 車 |       | 車 兵 | 車 兵 |       | 盲 虎 | 麒 麟 | 獅 子 | 奔 王 | 鳳 凰 | 盲 虎 |       | 車 兵 | 車 兵 |       | 反 車 | 十 五 |
| 香 車 | 桂 馬 | 猛 豹 | 鉄 将 | 銅 将 | 銀 将 | 金 将 | 玉 将 | 酔 象 | 金 将 | 銀 将 | 銅 将 | 鉄 将 | 猛 豹 | 桂 馬 | 香 車 | 十 六 |

Tên rút gọn
| 16 | 15 | 14 | 13 | 12 | 11 | 10 | 9  | 8  | 7  | 6  | 5  | 4  | 3  | 2  | 1  |      |
| -- | -- | -- | -- | -- | -- | -- | -- | -- | -- | -- | -- | -- | -- | -- | -- | ---- |
| 香 | 桂 | 豹 | 鉄 | 銅 | 銀 | 金 | 象 | 王 | 金 | 銀 | 銅 | 鉄 | 豹 | 桂 | 香 | 一   |
| 反 |    | 車 | 車 |    | 虎 | 鳳 | 奔 | 獅 | 麒 | 虎 |    | 車 | 車 |    | 反 | 二   |
| 黄 | 立 | 角 | 馬 | 龍 | 水 | 火 | 就 | 師 | 火 | 水 | 龍 | 馬 | 角 | 立 | 黄 | 三   |
| 横 | 竪 | 飛 | 鷹 | 鷲 | 用 | 升 | 副 | 大 | 升 | 用 | 鷲 | 鷹 | 飛 | 竪 | 横 | 四   |
| 歩 | 歩 | 歩 | 歩 | 歩 | 歩 | 歩 | 歩 | 歩 | 歩 | 歩 | 歩 | 歩 | 歩 | 歩 | 歩 | 五   |
|    |    |    |    | 犬 |    |    |    |    |    |    | 犬 |    |    |    |    | 六   |
|    |    |    |    |    |    |    |    |    |    |    |    |    |    |    |    | 七   |
|    |    |    |    |    |    |    |    |    |    |    |    |    |    |    |    | 八   |
|    |    |    |    |    |    |    |    |    |    |    |    |    |    |    |    | 九   |
|    |    |    |    |    |    |    |    |    |    |    |    |    |    |    |    | 十   |
|    |    |    |    | 犬 |    |    |    |    |    |    | 犬 |    |    |    |    | 十一 |
| 歩 | 歩 | 歩 | 歩 | 歩 | 歩 | 歩 | 歩 | 歩 | 歩 | 歩 | 歩 | 歩 | 歩 | 歩 | 歩 | 十二 |
| 横 | 竪 | 飛 | 鷹 | 鷲 | 用 | 升 | 大 | 副 | 升 | 用 | 鷲 | 鷹 | 飛 | 竪 | 横 | 十三 |
| 黄 | 立 | 角 | 馬 | 龍 | 水 | 火 | 師 | 就 | 火 | 水 | 龍 | 馬 | 角 | 立 | 黄 | 十四 |
| 反 |    | 車 | 車 |    | 虎 | 麒 | 獅 | 奔 | 鳳 | 虎 |    | 車 | 車 |    | 反 | 十五 |
| 香 | 桂 | 豹 | 鉄 | 銅 | 銀 | 金 | 玉 | 象 | 金 | 銀 | 銅 | 鉄 | 豹 | 桂 | 香 | 十六 |

### Cách chơi
Hai người chơi luân phiên di chuyển, Đen đi trước. (Các quân cờ không phân biệt theo màu sắc; thuật ngữ cờ vua truyền thống "Đen" và "Trắng" chỉ được sử dụng để biểu thị ai chơi trước và để phân biệt các bên trong khi thảo luận trò chơi.) Một nước đi bao gồm việc di chuyển một quân cờ đến một ô vuông trống trên bàn cờ hoặc một ô vuông được chiếm bởi một quân cờ đối lập, do đó chiếm được quân đó; và tùy ý phong cấp quân cờ, nếu nước đi đó là đi vào vùng phong cấp (nghĩa là nó bắt đầu bên ngoài vùng khuyến mãi và kết thúc bên trong nó) hoặc nếu nó là một cuộc bắt và bất kỳ phần nào của nó nằm trong vùng thăng hạng. Mỗi tùy chọn này được trình bày chi tiết bên dưới.
Mặc dù kích thước lớn của bàn cờ và số lượng quân cờ, các ván cờ shogi tenjiku thường nhanh hơn các biến thể shogi nhỏ hơn vì sức mạnh trung bình của các quân cờ cao hơn. Sử dụng tốt những quân Hỏa quỷ có thể rút ngắn thời gian của các ván cờ.

### Đi và ăn quân
Các quân cờ của Tenjiku shogi xuất hiện trong chu shogi hoặc dai shogi di chuyển giống như các quân cờ trong trò chơi đó, nhưng các quân cờ trong dai shogi phong cấp khác với Tenjiku shogi.
Một quân cờ đối lập bị bắt bằng cách thế chỗ: Nghĩa là, nếu một quân cờ di chuyển đến một ô vuông bị quân đối phương chiếm giữ, quân cờ đối lập sẽ bị thế chỗ và bị loại bỏ khỏi bàn cờ. Một quân cờ không thể di chuyển đến một ô vuông do quân của mình chiếm giữ, nghĩa là quân cờ khác do người chơi đang di chuyển điều khiển. Một ngoại lệ cho điều này là cách ăn quân độc nhất của quân Hỏa quỷ.
Mỗi quân cờ trong trò chơi di chuyển theo một quy tắc đặc trưng. Các quân cờ di chuyển theo phương thẳng đứng (nghĩa là tiến, lùi, trái hoặc phải, theo hướng của một trong các nhánh của dấu cộng, +) hoặc theo đường chéo (theo hướng của một trong các nhánh của dấu nhân, ×). Phó tướng, Hỏa quỷ, Sư ưng, Sư tử và Quế mã là những trường hợp ngoại lệ, ở chỗ chúng không di chuyển hoặc không bắt buộc phải di chuyển trên một đường thẳng hoặc chéo.
Nhiều quân cờ có khả năng thực hiện một số kiểu chuyển động, với kiểu chuyển động thường xuyên nhất tùy thuộc vào hướng mà chúng có thể đi. Các kiểu di chuyển là:

#### Đi từng ô một hoặc đi có giới hạn các ô vuông
Một số quân cờ chỉ đi giới hạn một ô vuông tại mỗi nước đi. Nếu một quân thiện chiếm một ô vuông liền kề, quân cờ có thể không đi theo hướng đó; nếu có một quân cờ đối lập cản đường, quân cờ đó có thể bị bắt và loại bỏ khỏi bàn cờ.
Các quân di chuyển theo cách này là Vua, Túy tượng, Manh hổ, Mãnh báo, Kim tướng, Ngân tướng, Đông tướng, Thiết tướng, Khuyển và Bộ binh. Các quân cờ khác có thể bước theo các hướng nhất định, nhưng cách di chuyển khác theo các hướng đó.
Các quân cờ khác có một nước đi giới hạn phạm vi là hai hình vuông dọc theo một đường thẳng. Thủy ngưu, Xa binh, Thụ binh và Hoành binh có thể di chuyển một hoặc hai ô theo một vài hướng nhất định. Nó chỉ có thể di chuyển đến hình vuông thứ hai nếu ô vuông đầu tiên không có quân nào chiếm. Có thể bắt quân trên một trong hai hình vuông, nhưng phải thế chỗ.

#### Đi trong khu vực rộng lớn
Sư tử, Phi thứu, Phó tướng và Hỏa quỷ có thể đi nhiều (2 đến 3) nước đi trong một lượt. Chúng không nhất thiết phải đi trên một đường thẳng, vì vậy những quân cờ này có thể đi đến mọi ô vuông trong vòng hai hoặc ba bước từ ô vuông bắt đầu, không chỉ là hình vuông dọc theo một trong các đường chéo hoặc trực giao. Cách di chuyển như vậy cũng rất hữu ích để vượt qua các quân cờ cản đường. Quân cờ di chuyển theo kiểu này phải dừng lại ở nơi nó bắt được quân cờ của đối thủ.

#### Nhảy qua ô vuông không liền kề
Một số quân cờ có thể nhảy, hoặc trong trường hợp hiệp sĩ chỉ có thể nhảy: Họ vượt qua một quân cờ xen kẽ, dù là quân cờ của mình hay đối thủ, mà không ảnh hưởng gì. Đó là Bôn thứu, Sư ưng, Sư tử, Phi thứu, Giác ưng, Tứ thiên vương, Kỳ lân, Phượng hoàng và Quế mã. Tất cả các nước đi nhảy này đều có một phạm vi từ hơn hai ô vuông: đó là ô vuông đầu tiên, nơi mà quân cờ xuất phát và ô đích (hoặc bắt quân cờ khác) ở hình vuông thứ hai.

#### Đi không hạn chế ô vuông
Nhiều quân cờ có thể di chuyển bất kỳ số ô vuông trống nào dọc theo một đường thẳng ngang dọc hoặc đường chéo, chỉ bị giới hạn bởi cạnh của bàn cờ. Nếu một quân cờ hướng đối lập xen vào, nó có thể bị bắt bằng cách di chuyển đến ô vuông đó và loại bỏ nó khỏi bàn cờ. Một quân cờ khác nhau phải dừng lại ở nơi nó bắt được, và không thể vượt qua một quân cờ đang cản đường. Nếu một quân cờ cùng bên chen vào, quân cờ di chuyển bị giới hạn trong khoảng cách dừng ngắn hơn quân cờ đang cản đường; nếu quân cờ đó đứng liền kề, nó sẽ không thể di chuyển theo hướng đó.
Các quân cờ di chuyển theo cách này là Đại tướng, Phó tướng, Xa tướng, Giác tướng, Bôn thứu, Phi thứu, Giác ưng, Bôn vương, Thủy ngưu, Xa binh, Hỏa quỷ, Sư ưng, Long vương, Long mã, Phi xa, Giác hành, Thụ hành, Hoành hành, Phản xa, Thụ binh, Hoành binh và Hương xa.

#### Nhảy vô hạn ô vuông
Một vài quân cờ mạnh có thể nhảy qua bất kỳ số quân cờ nào (kể cả số 0), dù là bên người chơi hoặc đối thủ, dọc theo đường chéo hoặc ngang dọc, nhưng chỉ khi thực hiện nước đi ăn quân. Đó là Đại tướng, Phó tướng, Xa tướng, và Giác tướng.
Tuy nhiên, các quân cờ này chỉ có thể nhảy qua các quân khác có cấp bậc thấp hơn, dù là bên nào. Không ai có thể nhảy qua Vua hoặc Thái tử của một trong hai bên. Cấp bậc cho các quân cờ (từ lớn nhất đến bé nhất) là:
1. Vua, Thái tử
2. Đại tướng
3. Phó tướng
4. Xa tướng, Giác tướng

Nghĩa là, các quân Phi xa và Giác hành không thể nhảy qua bất kỳ quân cờ nhảy tầm xa nào khác.
Tuy nhiên, các quân cờ nhảy tầm xa có thể bắt lẫn nhau, ngay cả khi không thể nhảy qua nhau và có những quân cờ khác nằm ngoài bảng xếp hạng cản đường. (Ví dụ: mặc dù quân Xa tướng không thể nhảy qua quân Đại tướng của đối thủ, nó vẫn có thể bắt được quân Đại tướng đó.) Các quân cờ nhảy tầm xa không thể bắt được Vua hoặc Thái tử bằng cách nhảy, nhưng có thể làm như vậy mà không cần nhảy.
Một số tài liệu về trò chơi không giới hạn khả năng di chuyển để bắt giữ này. Tuy nhiên, hầu hết các tài liệu đều đề cập rằng những quân cờ này có hai kiểu di chuyển,: di chuyển vô hạn ô và nhảy vô hạn ô, cho thấy rằng quy tắc bắt có thể đã bị bỏ qua một cách nhầm lẫn.

#### Ăn quân nhiều lần
Sư tử, Sư ưng, Phi thứu và Giác ưng có khả năng bắt nhiều lần liên tiếp, được gọi là "nước đi sư tử". Con quỷ lửa có thể "đốt cháy" nhiều quân cờ đồng thời. Những nước đi kiểu này được mô tả bên dưới.

#### Cách khác
Tứ thiên vương không thể di chuyển đến một ô vuông liền kề, và có các đặc điểm riêng khác; con quỷ lửa 'đốt cháy' các quân cờ liền kề. Xem mô tả dưới đây.

#### Lặp lại nước đi
Người chơi không được phép thực hiện một nước đi mà sẽ đưa quân cờ trở lại vị trí cũ trên bàn cờ, và người chơi còn lại cũng vậy. Luật này ngăn cục diện các ván cờ đi vào vòng lặp, dẫn đến bế tắc nước đi.

### Phong cấp
Quy tắc phong cấp trong Tenjiku shogi có thể tìm thấy trong chu shogi và có nhiều điểm khá tương đồng, ngoại trừ việc Sư tử và Bôn vương có phong cấp trong Tenjiku Shogi, còn Chu shogi thì không.
Khu vực phong cấp của người chơi bao gồm năm hàng xa nhất về phía người chơi. Khi một quân cờ có khả năng phong cấp thực hiện một nước đi tiến vào khu vực thăng hạng hoặc thực hiện một nước đi ăn quân trong khu vực thăng cấp— bao gồm cả việc ăn quân vào, rời khỏi hoặc đi vào trong khu vực — nó có tùy chọn "thăng cấp" lên một quân cờ mạnh mẽ hơn.
Các quân cờ có khả năng thực hiện nhiều bước mỗi nước đi có thể không được phép thăng hạng bằng cách băng qua khu vực thăng cấp và quay lại vị trí ban đầu: điều này không được nêu rõ ràng trong luật chơi và chu shogi không đưa ra hướng dẫn ở đây vì các quân cờ như vậy không thăng cấp trong chu shogi, nhưng nó sẽ trái với quy định thông thường rằng việc di chuyển bắt đầu bên ngoài và kết thúc bên trong khu vực phong cấp. Một bằng chứng nhỏ khác là khả năng của quỷ lửa chỉ được tính khi hoàn thành nước đi, giống như thăng cấp, và nó không áp dụng cho các bước đi trung gian trong nước đi. Vì những lý do tương tự, ăn quân tại chỗ hoặc bắt giữ có thể không cho phép thăng hạng nếu vị trí bắt đầu và kết thúc của quân cờ đều nằm bên ngoài vùng phong cấp, ngay cả khi nó thực hiện lại nước đi đó.
Phong cấp được thực hiện bằng cách lật quân cờ lại sau khi nó di chuyển, để lộ tên của quân cờ đã được thăng cấp. Do đó, một quân cờ được phong cấp trước đó không thể phong cấp lần thứ hai. Phong cấp không bắt buộc và trong một số trường hợp, bạn có thể để lại quân cờ chưa được phong cấp. Phong cấp là vĩnh viễn và các quân cờ sau khi phong cấp có thể không thể quay trở lại quân cờ ban đầu.
Phong cấp một quân cờ có tác dụng thay đổi cách thức di chuyển của quân cờ đó. Xem bên trên để biết các quân cờ quảng bá thành quân nào và bên dưới để biết cách chúng di chuyển.
Vua, Đại tướng, Phó tướng, Bôn thứu, Sư ưng và Hỏa quỷ không phong cấp, quân cờ đã phong cấp cũng không thể thăng cấp nữa.
Nếu một quân cờ không phong cấp khi vào khu vực phong cấp, thì nó có thể không được phong cấp cho đến khi rời khỏi khu vực đó và quay lại trừ khi nó đi nước đi ăn quân.
Nếu một quân cờ không thể rút lui hoặc di chuyển sang một bên sẽ tiến lên hàng xa nhất, nó sẽ không có nước đi hợp lệ nào nữa, nó sẽ bị mắc kẹt. Những quân cờ này là quân tốt, Quế mã, Thiết tướng và Hương xa. Trong thực tế, điều này sẽ không bao giờ xảy ra đối với những con tốt hoặc Hương xa, vì những quân này sau khi phong cấp vẫn giữ được nước đi cũ của chúng, vì vậy không bao giờ có bất kỳ lý do gì để trì hoãn việc phong cấp của chúng.
Vị trí của hiệp sĩ và Thiết tướng, những quân cờ sau khi thăng cấp không giữ các nước di chuyển cũ của chúng, là không rõ ràng. Vì có thể có lý do để trì hoãn việc thăng cấp của các quân cờ đó, nên chúng có thể nhận được cơ hội thứ hai để thăng cấp ở thứ hạng xa khi không bị bắt, như trong chu shogi. (Trong chu shogi, điều luật này áp dụng cho những con tốt, không hoàn toàn tương thích trở lên với những tướng vàng mà họ phong cấp vì các quy tắc chống lại việc trao đổi sư tử.) Cơ hội thứ hai này, nếu nó tồn tại, cũng có thể bị từ chối, khiến kỵ sĩ hoặc tướng sắt như một "quân cờ chết" (死 に 駒) bất động. Tuy nhiên, điều này là không chắc chắn, vì không rõ khi nào quy tắc phong cấp quân tốt được thêm vào chu shogi (trước hoặc sau khi phát minh ra tenjiku shogi), và bởi vì các nguồn thời Edo có rất nhiều thiếu sót trong các quy tắc cho các biến thể khác. hơn sho shogi và chu shogi.

### Sơ đồ các nước đi
| Notation | |
| ☆        | Có thể nhảy qua các quân khác để đến một ô vuông mới không liền kề.                                                                                      |
| ○        | Đi đến ô liền kề hoặc đi có hạn chế các ô theo hướng đã định.                                                                                            |
| ●        | Đi đến các ô trong phạm vi rộng lớn, không bị giới hạn trên một đường thẳng. Phải dừng lại khi ăn quân.                                                  |
| ☆        | Nhảy đến hình vuông này, sau đó tiếp tục như quân cờ di chuyển từng ô một.                                                                               |
| ●        | Đi từng ô vuông trong phạm vi giới hạn và có thể ăn quân nhiều lần..                                                                                     |
| !        | igui (Ăn quân không cần thế chỗ). Thực hiện trong vòng hai nước.                                                                                         |
| ☆        | Nhảy đến ô vuông này, hoặc thực hiện nước đi đó khi ăn quân nhiều lần.                                                                                   |
| │        | Đi không giới hạn các ô cho đến khi có quân cùng bên cản đường.                                                                                          |
| ─        | Đi không giới hạn các ô cho đến khi có quân cùng bên cản đường.                                                                                          |
| ╲        | Đi không giới hạn các ô cho đến khi có quân cùng bên cản đường.                                                                                          |
| ╱        | Đi không giới hạn các ô cho đến khi có quân cùng bên cản đường.                                                                                          |
| ☆        | Nhảy đến ô vuông này, sau đó tiếp tục như một quân cờ di chuyển không giới hạn các ô.                                                                    |
| │        | Nhảy dọc theo một đường thẳng, qua bất kỳ số ô vuông nào, nhưng chỉ khi thực hiện một nước đi ăn quân; nếu không, đi như một quân cờ di chuyển vô hạn ô. |
| ─        | Nhảy dọc theo một đường thẳng, qua bất kỳ số ô vuông nào, nhưng chỉ khi thực hiện một nước đi ăn quân; nếu không, đi như một quân cờ di chuyển vô hạn ô. |
| ╲        | Nhảy dọc theo một đường thẳng, qua bất kỳ số ô vuông nào, nhưng chỉ khi thực hiện một nước đi ăn quân; nếu không, đi như một quân cờ di chuyển vô hạn ô. |
| ╱        | Nhảy dọc theo một đường thẳng, qua bất kỳ số ô vuông nào, nhưng chỉ khi thực hiện một nước đi ăn quân; nếu không, đi như một quân cờ di chuyển vô hạn ô. |
| ※        | Đốt cháy bất kỳ quân cờ của địch ở bất cứ nơi nào nó dừng lại (nhiều nhất 8 quân).                                                                       |

#### Bảng di chuyển của từng quân cờ
|  |  |   |    |   |  |  |
|  |  |   |    |   |  |  |
|  |  | ○ | ○  | ○ |  |  |
|  |  | ○ | 玉 | ○ |  |  |
|  |  | ○ | ○  | ○ |  |  |
|  |  |   |    |   |  |  |
|  |  |   |    |   |  |  |

|  |  |   |    |   |  |  |
|  |  |   |    |   |  |  |
|  |  | ○ | ○  | ○ |  |  |
|  |  | ○ | 太 | ○ |  |  |
|  |  | ○ | ○  | ○ |  |  |
|  |  |   |    |   |  |  |
|  |  |   |    |   |  |  |

|  |  |   |    |   |  |  |
|  |  |   |    |   |  |  |
|  |  | ○ | ○  | ○ |  |  |
|  |  | ○ | 王 | ○ |  |  |
|  |  | ○ | ○  | ○ |  |  |
|  |  |   |    |   |  |  |
|  |  |   |    |   |  |  |

|  |  |   |    |   |  |  |
|  |  |   |    |   |  |  |
|  |  | ○ | ○  | ○ |  |  |
|  |  | ○ | 象 | ○ |  |  |
|  |  | ○ |    | ○ |  |  |
|  |  |   |    |   |  |  |
|  |  |   |    |   |  |  |

| ╲ |   |   |    |   |   | ╱ |
|   | ╲ |   |    |   | ╱ |   |
|   |   | ╲ |    | ╱ |   |   |
|   |   |   | 副 |   |   |   |
|   |   | ╱ |    | ╲ |   |   |
|   | ╱ |   |    |   | ╲ |   |
| ╱ |   |   |    |   |   | ╲ |

| ● | ● | ● | ●  | ● | ● | ● |
| ● | ● | ● | ●  | ● | ● | ● |
| ● | ● | ● | ●  | ● | ● | ● |
| ● | ● | ● | 副 | ● | ● | ● |
| ● | ● | ● | ●  | ● | ● | ● |
| ● | ● | ● | ●  | ● | ● | ● |
| ● | ● | ● | ●  | ● | ● | ● |

| ╲ |   |   | │  |   |   | ╱ |
|   | ╲ |   | │  |   | ╱ |   |
|   |   | ╲ | │  | ╱ |   |   |
| ─ | ─ | ─ | 大 | ─ | ─ | ─ |
|   |   | ╱ | │  | ╲ |   |   |
|   | ╱ |   | │  |   | ╲ |   |
| ╱ |   |   | │  |   |   | ╲ |

| ╲ |   |   |    |   |   | ╱ |
|   | ╲ |   |    |   | ╱ |   |
|   |   | ╲ |    | ╱ |   |   |
|   |   |   | 用 |   |   |   |
|   |   | ╱ |    | ╲ |   |   |
|   | ╱ |   |    |   | ╲ |   |
| ╱ |   |   |    |   |   | ╲ |

|   |   |   | │  |   |   |   |
|   |   |   | │  |   |   |   |
|   |   |   | │  |   |   |   |
| ─ | ─ | ─ | 升 | ─ | ─ | ─ |
|   |   |   | │  |   |   |   |
|   |   |   | │  |   |   |   |
|   |   |   | │  |   |   |   |

| ╲ |   |   |    |   |   | ╱ |
|   | ╲ |   | ☆  |   | ╱ |   |
|   |   | ╲ | !  | ╱ |   |   |
| ─ | ─ | ─ | 鷹 | ─ | ─ | ─ |
|   |   | ╱ | │  | ╲ |   |   |
|   | ╱ |   | │  |   | ╲ |   |
| ╱ |   |   | │  |   |   | ╲ |

|   |   |   | │  |   |   |   |
|   | ☆ |   | │  |   | ☆ |   |
|   |   | ! | │  | ! |   |   |
| ─ | ─ | ─ | 鷲 | ─ | ─ | ─ |
|   |   | ╱ | │  | ╲ |   |   |
|   | ╱ |   | │  |   | ╲ |   |
| ╱ |   |   | │  |   |   | ╲ |

| ╲ |   |   |    |   |   | ╱ |
|   | ╲ |   |    |   | ╱ |   |
|   |   | ╲ | ○  | ╱ |   |   |
|   |   | ○ | 馬 | ○ |   |   |
|   |   | ╱ | ○  | ╲ |   |   |
|   | ╱ |   |    |   | ╲ |   |
| ╱ |   |   |    |   |   | ╲ |

|   |   |   | │  |   |   |   |
|   |   |   | │  |   |   |   |
|   |   | ○ | │  | ○ |   |   |
| ─ | ─ | ─ | 龍 | ─ | ─ | ─ |
|   |   | ○ | │  | ○ |   |   |
|   |   |   | │  |   |   |   |
|   |   |   | │  |   |   |   |

| ╲ |   |   |    |   |   | ╱ |
|   | ╲ |   |    |   | ╱ |   |
|   |   | ╲ |    | ╱ |   |   |
|   |   |   | 角 |   |   |   |
|   |   | ╱ |    | ╲ |   |   |
|   | ╱ |   |    |   | ╲ |   |
| ╱ |   |   |    |   |   | ╲ |

|   |   |   | │  |   |   |   |
|   |   |   | │  |   |   |   |
|   |   |   | │  |   |   |   |
| ─ | ─ | ─ | 飛 | ─ | ─ | ─ |
|   |   |   | │  |   |   |   |
|   |   |   | │  |   |   |   |
|   |   |   | │  |   |   |   |

|  |  |   |    |   |  |  |
|  |  |   |    |   |  |  |
|  |  | ○ | ○  | ○ |  |  |
|  |  |   | 豹 |   |  |  |
|  |  | ○ | ○  | ○ |  |  |
|  |  |   |    |   |  |  |
|  |  |   |    |   |  |  |

|  |  |   |    |   |  |  |
|  |  |   |    |   |  |  |
|  |  | ○ | ○  | ○ |  |  |
|  |  | ○ | 金 | ○ |  |  |
|  |  |   | ○  |   |  |  |
|  |  |   |    |   |  |  |
|  |  |   |    |   |  |  |

|  |  |  |    |  |  |  |
|  |  |  |    |  |  |  |
|  |  |  | ○  |  |  |  |
|  |  |  | 歩 |  |  |  |
|  |  |  |    |  |  |  |
|  |  |  |    |  |  |  |
|  |  |  |    |  |  |  |

| ╲ |   |   |    |   |   | ╱ |
|   | ╲ |   |    |   | ╱ |   |
|   |   | ※ | ※  | ※ |   |   |
| ─ | ─ | ※ | 火 | ※ | ─ | ─ |
|   |   | ※ | ※  | ※ |   |   |
|   | ╱ |   |    |   | ╲ |   |
| ╱ |   |   |    |   |   | ╲ |

| ● | ● | ● | ●  | ● | ● | ● |
| ● | ● | ● | ●  | ● | ● | ● |
| ● | ● | ※ | ※  | ※ | ● | ● |
| ● | ● | ※ | 火 | ※ | ● | ● |
| ● | ● | ※ | ※  | ※ | ● | ● |
| ● | ● | ● | ●  | ● | ● | ● |
| ● | ● | ● | ●  | ● | ● | ● |

| ╲ |   |   | │  |   |   | ╱ |
|   | ☆ |   | ☆  |   | ☆ |   |
|   |   | ! | !  | ! |   |   |
| ○ | ☆ | ! | 天 | ! | ☆ | ○ |
|   |   | ! | !  | ! |   |   |
|   | ☆ |   | ☆  |   | ☆ |   |
| ╱ |   |   | │  |   |   | ╲ |

| ╲ |   |   |    |   |   | ╱ |
|   | ╲ |   | ○  |   | ╱ |   |
|   |   | ╲ | ○  | ╱ |   |   |
| ─ | ─ | ─ | 水 | ─ | ─ | ─ |
|   |   | ╱ | ○  | ╲ |   |   |
|   | ╱ |   | ○  |   | ╲ |   |
| ╱ |   |   |    |   |   | ╲ |

| ╲ |   |   | │  |   |   | ╱ |
|   | ╲ |   | │  |   | ╱ |   |
|   |   | ╲ | │  | ╱ |   |   |
|   | ○ | ○ | 車 | ○ | ○ |   |
|   |   | ╱ | │  | ╲ |   |   |
|   | ╱ |   | │  |   | ╲ |   |
| ╱ |   |   | │  |   |   | ╲ |

|   |   |   |    |   |   |   |
|   |   |   | ○  |   |   |   |
|   |   |   | ○  |   |   |   |
| ─ | ─ | ─ | 黄 | ─ | ─ | ─ |
|   |   |   | ○  |   |   |   |
|   |   |   |    |   |   |   |
|   |   |   |    |   |   |   |

|  |   |   | │  |   |   |  |
|  |   |   | │  |   |   |  |
|  |   |   | │  |   |   |  |
|  | ○ | ○ | 立 | ○ | ○ |  |
|  |   |   | ○  |   |   |  |
|  |   |   |    |   |   |  |
|  |   |   |    |   |   |  |

|  |  |   |    |   |  |  |
|  |  | ☆ |    | ☆ |  |  |
|  |  |   |    |   |  |  |
|  |  |   | 桂 |   |  |  |
|  |  |   |    |   |  |  |
|  |  |   |    |   |  |  |
|  |  |   |    |   |  |  |

|  |  |   |    |   |  |  |
|  |  |   |    |   |  |  |
|  |  | ○ | ○  | ○ |  |  |
|  |  |   | 鉄 |   |  |  |
|  |  |   |    |   |  |  |
|  |  |   |    |   |  |  |
|  |  |   |    |   |  |  |

| ╲ |   |   | │  |   |   | ╱ |
|   | ☆ |   | ☆  |   | ☆ |   |
|   |   | ! | │  | ! |   |   |
| ─ | ☆ | ─ | 就 | ─ | ☆ | ─ |
|   |   | ! | │  | ! |   |   |
|   | ☆ |   | ☆  |   | ☆ |   |
| ╱ |   |   | │  |   |   | ╲ |

| ╲ |   |   |    |   |   | ╱ |
|   | ☆ | ☆ | ☆  | ☆ | ☆ |   |
|   | ☆ | ! | !  | ! | ☆ |   |
|   | ☆ | ! | 師 | ! | ☆ |   |
|   | ☆ | ! | !  | ! | ☆ |   |
|   | ☆ | ☆ | ☆  | ☆ | ☆ |   |
| ╱ |   |   |    |   |   | ╲ |

| ╲ |   |   | │  |   |   | ╱ |
|   | ╲ |   | │  |   | ╱ |   |
|   |   | ╲ | │  | ╱ |   |   |
| ─ | ─ | ─ | 奔 | ─ | ─ | ─ |
|   |   | ╱ | │  | ╲ |   |   |
|   | ╱ |   | │  |   | ╲ |   |
| ╱ |   |   | │  |   |   | ╲ |

|  |   |   |    |   |   |  |
|  | ● | ● | ●  | ● | ● |  |
|  | ● | ● | ●  | ● | ● |  |
|  | ● | ● | 獅 | ● | ● |  |
|  | ● | ● | ●  | ● | ● |  |
|  | ● | ● | ●  | ● | ● |  |
|  |   |   |    |   |   |  |

|  |   |   |    |   |   |  |
|  | ☆ | ☆ | ☆  | ☆ | ☆ |  |
|  | ☆ | ! | !  | ! | ☆ |  |
|  | ☆ | ! | 獅 | ! | ☆ |  |
|  | ☆ | ! | !  | ! | ☆ |  |
|  | ☆ | ☆ | ☆  | ☆ | ☆ |  |
|  |   |   |    |   |   |  |

|  |   |   |    |   |   |  |
|  | ☆ |   |    |   | ☆ |  |
|  |   |   | ○  |   |   |  |
|  |   | ○ | 鳳 | ○ |   |  |
|  |   |   | ○  |   |   |  |
|  | ☆ |   |    |   | ☆ |  |
|  |   |   |    |   |   |  |

|  |   |   |    |   |   |  |
|  |   |   | ☆  |   |   |  |
|  |   | ○ |    | ○ |   |  |
|  | ☆ |   | 麒 |   | ☆ |  |
|  |   | ○ |    | ○ |   |  |
|  |   |   | ☆  |   |   |  |
|  |   |   |    |   |   |  |

| ╲ |   |   |    |   |   | ╱ |
|   | ╲ |   |    |   | ╱ |   |
|   |   | ╲ |    | ╱ |   |   |
| ─ | ─ | ─ | 猪 | ─ | ─ | ─ |
|   |   | ╱ |    | ╲ |   |   |
|   | ╱ |   |    |   | ╲ |   |
| ╱ |   |   |    |   |   | ╲ |

| ╲ |   |   | │  |   |   | ╱ |
|   | ╲ |   | │  |   | ╱ |   |
|   |   | ╲ | │  | ╱ |   |   |
|   |   |   | 牛 |   |   |   |
|   |   | ╱ | │  | ╲ |   |   |
|   | ╱ |   | │  |   | ╲ |   |
| ╱ |   |   | │  |   |   | ╲ |

|   |   |   |    |   |   |   |
|   |   |   |    |   |   |   |
|   |   |   | ○  |   |   |   |
| ─ | ─ | ─ | 横 | ─ | ─ | ─ |
|   |   |   | ○  |   |   |   |
|   |   |   |    |   |   |   |
|   |   |   |    |   |   |   |

|  |  |   | │  |   |  |  |
|  |  |   | │  |   |  |  |
|  |  |   | │  |   |  |  |
|  |  | ○ | 竪 | ○ |  |  |
|  |  |   | │  |   |  |  |
|  |  |   | │  |   |  |  |
|  |  |   | │  |   |  |  |

|  |  |   |    |   |  |  |
|  |  |   |    |   |  |  |
|  |  | ○ | ○  | ○ |  |  |
|  |  |   | 銅 |   |  |  |
|  |  |   | ○  |   |  |  |
|  |  |   |    |   |  |  |
|  |  |   |    |   |  |  |

|  |  |   |    |   |  |  |
|  |  |   |    |   |  |  |
|  |  | ○ | ○  | ○ |  |  |
|  |  |   | 銀 |   |  |  |
|  |  | ○ |    | ○ |  |  |
|  |  |   |    |   |  |  |
|  |  |   |    |   |  |  |

|   |   |   | │  |   |   |   |
|   |   |   | │  |   |   |   |
|   |   |   | │  |   |   |   |
|   |   |   | 雜 |   |   |   |
|   |   | ╱ |    | ╲ |   |   |
|   | ╱ |   |    |   | ╲ |   |
| ╱ |   |   |    |   |   | ╲ |

|  |  |   | │  |   |  |  |
|  |  |   | │  |   |  |  |
|  |  | ○ | │  | ○ |  |  |
|  |  | ○ | 鹿 | ○ |  |  |
|  |  | ○ | │  | ○ |  |  |
|  |  |   | │  |   |  |  |
|  |  |   | │  |   |  |  |

|  |  |   |    |   |  |  |
|  |  |   |    |   |  |  |
|  |  |   | ○  |   |  |  |
|  |  |   | 犬 |   |  |  |
|  |  | ○ |    | ○ |  |  |
|  |  |   |    |   |  |  |
|  |  |   |    |   |  |  |

|  |  |   |    |   |  |  |
|  |  |   |    |   |  |  |
|  |  | ○ |    | ○ |  |  |
|  |  | ○ | 虎 | ○ |  |  |
|  |  | ○ | ○  | ○ |  |  |
|  |  |   |    |   |  |  |
|  |  |   |    |   |  |  |

| ╲ |   |   | │  |   |   | ╱ |
|   | ╲ |   | │  |   | ╱ |   |
|   |   | ╲ | │  | ╱ |   |   |
|   |   |   | 駒 |   |   |   |
|   |   |   | │  |   |   |   |
|   |   |   | │  |   |   |   |
|   |   |   | │  |   |   |   |

|   |   |   | │  |   |   |   |
|   |   |   | │  |   |   |   |
|   |   |   | │  |   |   |   |
|   |   |   | 鯨 |   |   |   |
|   |   | ╱ | │  | ╲ |   |   |
|   | ╱ |   | │  |   | ╲ |   |
| ╱ |   |   | │  |   |   | ╲ |

|  |  |  | │  |  |  |  |
|  |  |  | │  |  |  |  |
|  |  |  | │  |  |  |  |
|  |  |  | 香 |  |  |  |
|  |  |  |    |  |  |  |
|  |  |  |    |  |  |  |
|  |  |  |    |  |  |  |

|  |  |  | │  |
|  |  |  | │  |
|  |  |  | │  |
|  |  |  | 反 |
|  |  |  | │  |
|  |  |  | │  |
|  |  |  | │  |

### Lặp nước đi
Người chơi sẽ không được di chuyển quân cờ nếu vị trí đó trùng với vị trí cũ trong trò chơi với cùng một người chơi cũng thực hiện lại nước đi đó. (Tuy nhiên, bằng chứng về các vấn đề  chu shogi trong lịch sử cho thấy rằng điều cấm này không áp dụng cho người chơi đang bị chiếu.) Điều này được gọi là lặp lại nước đi (千 日 手 sennichite). Lưu ý rằng một số quân cờ có khả năng nhảy qua các quân cờ khác trong một số tình huống nhất định (Sư tử, Phi thứu, Giác ưng, Phó tướng, Quỷ lửa, Bôn thứu và Sư ưng). Một nước đi như vậy không thay đổi vị trí, nhưng không vi phạm quy tắc lặp lại, vì bây giờ sẽ đến lượt người chơi khác đi nước đi của mình. Tất nhiên, hai đường chuyền liên tiếp là không thể, vì người chơi đầu tiên sẽ nhìn thấy vị trí đó không khác gì vị trí cũ.

### Chiếu và chiếu hết
Khi một người chơi thực hiện một nước đi, sao cho vua hoặc Thái tử duy nhất còn lại của đối phương có thể bị bắt ở nước đi sau, nước đi được coi là chiếu; vua hoặc Thái tử được cho là đang bị chiếu. Nếu vị vua hoặc hoàng tử cuối cùng của người chơi đang trong vòng kiểm soát và người chơi không có nước đi di chuyển Vua hoặc Thái tử hợp pháp nào sẽ tránh khỏi việc bị bắt ở nước đi sau, thì nước đi chiếu đó cũng là chiếu hết và người chơi đó sẽ thắng trò chơi một cách hiệu quả.
Không giống như cờ vua phương Tây, một kỳ thủ không cần phải di chuyển Vua hoặc Thái tử khỏi vùng bị chiếu trong Tenjiku shogi, và thậm chí có thể đi vào vùng mà sẽ bị chiếu. Mặc dù rõ ràng thường không phải là một ý tưởng hay, nhưng một người chơi có nhiều hơn một quân hoàng gia đôi khi có thể hy sinh một trong những quân cờ này như một phần của một ván gambit.

### Kết thúc trò chơi
Một người chơi bắt được vua hoặc Thái tử duy nhất còn lại của đối thủ sẽ thắng trò chơi. Điều này có thể ngụ ý rằng cả hai lượt chiếu và bế tắc đều dẫn đến chiến thắng cho người chơi thực hiện nước đi sao cho đối thủ bị chiếu hoặc bế tắc.
Trong thực tế, những điều kiện để chiến thắng này hiếm khi được đáp ứng, vì một người chơi thường sẽ đầu hàng khi bị chiếu hết, ngược lại khi thua là không thể tránh khỏi.
Người chơi thực hiện một nước đi sai luật sẽ thua ngay lập tức. (Quy tắc này có thể được nới lỏng trong các ván đấu thông thường)

## Chấp quân
Các trò chơi giữa những người chơi có sức mạnh khác nhau có thể được chơi với tỷ lệ chấp, bằng cách tương tự với chu shogi. Trong ván đấu chấp quân, một hoặc nhiều quân của Bên mạnh bị loại bỏ trước khi bắt đầu trò chơi và Bên mạnh luôn được đi trước. Tuy nhiên, không có hệ thống điểm chấp lịch sử nào được biết đến, không giống như chu shogi.

## Lưu ý về các nước đi tranh chấp
- Sư ưng  Các quy tắc của Hiệp hội Shogi (TSA), không rõ lý do, được giải thích "giống như một con sư tử" có nghĩa là Sư ưng không có đầy đủ năng lực của Sư tử như nhảy và bắt đôi, mà chỉ có thể di chuyển hai lần mỗi lượt. Cách giải thích này chưa bao giờ được đưa ra trong các bài báo tiếng Nhật về Tenjiku shogi, và phần lớn cũng đã bị loại bỏ ở phương Tây. Trao cho Sư ưng đầy đủ quyền năng như Sư tử sẽ giúp nó phù hợp với phần còn lại của trò chơi,[1] và là cách giải thích duy nhất được các tài liệu trong lịch sử ủng hộ.
- Bôn thứu  Các nguồn phương Tây[1] cho rằng cách di chuyển của Bôn thứu như quân Bôn vương cộng với khả năng nhảy đến hình vuông thứ hai dọc theo một đường thẳng hoặc chéo. Tuy nhiên, điều này có vẻ khó xảy ra, vì một động thái như vậy có thể được diễn đạt dễ dàng hơn là "di chuyển như Bôn vương hoặc Kỳ lân".  Wikipedia tiếng Nhật nói 斜 め の 場合 は 飛 び 越 え て は 行 け な い が 、 縦 横 の 場合 は 駒 を 飛 び 越 え 行 行 け る "nó không thể nhảy trên các đường chéo, nhưng có thể nhảy qua các quân cờ trên các đường thẳng." Sơ đồ cho thấy một nước đi nhảy phạm vi thẳng, nhưng quân Bôn thứu không xuất hiện trong danh sách xếp hạng các quân cờ nhảy tầm xa.  Tuy nhiên, Sho Shōgi Zushiki thời Edo nói rằng nó di chuyển 如 奔 王亦 猫 刄 再度 歩 兼 二 行 "như một quân Bôn vương hoặc hai lần như một quân Miêu lượng theo hai hướng"; trong khi Sho Shōgi Zushiki và trong Shōgi Zushiki, nói rằng 奔 王 の 動 き に 加 え て 、 猫 刄 の 動 き （斜 め 四 方向 に 1 マ ス 動 く） を 2 度 で き る "ngoài việc di chuyển như một quân Bôn vương thực hiện một nước đi của quân Miêu lượng (một hình vuông ở một trong bốn hướng đường chéo) hai lần ", điều này không có nghĩa là như vậy, nhưng Wikipedia tiếng Nhật cho biết đó có nghĩa là một nước đi nhảy. Điều này tạo ra sự đối xứng giữa Phi thứu và Sư ưng: Sư ưng là sự kết hợp của Sư tử với các bước di chuyển chéo của Bôn vương, trong khi Bôn thứu là Bôn vương kết hợp với các nước đi di chuyển chéo của Sư tử.
- Quỷ lửa  Các quy tắc của TSA quy định rằng nếu bạn di chuyển con quỷ lửa của mình đến bên cạnh một con quỷ lửa của đối thủ, chỉ con quỷ lửa của bạn là không bị thiêu rụi; tất cả các mảnh liền kề khác tồn tại. Điều này ngụ ý rằng đốt thụ động của quỷ lửa (cách nó tự động đốt các mảnh của kẻ thù kết thúc bên cạnh nó mà không di chuyển) nhanh hơn đốt chủ động của nó (cách nó đốt cháy các mảnh của kẻ thù mà nó di chuyển bên cạnh). Một số chương trình máy tính và sách quy định rằng các mảnh liền kề khác cũng được thiêu hủy, chỉ có con quỷ lửa đối nghịch sống sót, nhưng cách giải thích này không được tuân thủ rộng rãi. Cả hai biến thể đều có thể chơi được, mặc dù các quy tắc TSA nhất quán hơn trong việc không cho phép quỷ lửa tự sát đốt bất cứ thứ gì.  Wikipedia tiếng Nhật chỉ nói rằng 火 鬼 が 火 鬼 の 隣 に 移動 し た と き は 、 動 い た 方 が 焼 か れ る "Khi một con quỷ lửa di chuyển bên cạnh một con quỷ lửa, quân cờ đó sẽ bị cháy" mà không đề cập đến số phận của các quân cờ xung quanh (do đó có lẽ ngụ ý rằng không có gì đặc biệt xảy ra với các quân cờ đó).  Hai tài liệu từ thời đại Edo có nhắc đến sự di chuyển thẳng dọc theo cột của bàn cờ. Các nguồn phương Tây cho rằng nó di chuyển ngang theo hàng, nhưng di chuyển theo cột (như được sử dụng trong bài viết này) sẽ phù hợp hơn với việc con Quỷ lửa là một con Thủy ngưu được thăng cấp.
- Tứ thiên vương  Các nguồn phương Tây không có sự di chuyển khác nhau dọc theo trực giao. Tuy nhiên, Sho Shōgi Zushiki nói rằng nó di chuyển 如 車 兵 亦 近八 方 不行 其外 周二 三 要用 歩 "như một quân Xa binh, cũng là tám ô lân cận mà không di chuyển và bước hai hoặc ba bước ra ngoài phạm vi", và điều này phù hợp với việc nó là một quân Xa binh được thăng cấp.
- Các quân Tướng nhảy xa  Các quy tắc của TSA quy định rằng các tướng nhảy xa không thể ăn được một quân cờ cùng thứ hạng hoặc cao hơn, kể cả khi nhảy qua chúng. Điều này mang lại một lợi thế rất lớn cho Đen, để Đen có thể thắng mọi ván đấu nếu chơi đúng cách, nhưng không được các bài báo Nhật Bản về Tenjiku shogi ủng hộ và phần lớn đã bị lãng quên ở phương Tây vì không thể chơi được. Điều này là do cách diễn đạt ngắn gọn của các tài liệu lịch sử, không nói rõ liệu có được phép bắt giữ một quân cờ bằng hoặc cao cấp hơn hay không ngay cả khi không thể nhảy qua một quân cờ đó. Sự hiện diện của quân Vua trong hệ thống phân cấp gợi ý từ các quy tắc của TSA, vì Vua không thể nhảy qua các quân cờ để bắt quân và trong bất kỳ tình huống nào mà vua của đối phương có thể bị nhảy qua sẽ không xảy ra trên thực tế vì nó chỉ đơn giản là quân cờ đó sẽ bị bắt. Do vấn đề về khả năng chơi, người ta đề xuất rằng quân cờ đó được phép bắt nhưng không được nhảy qua, nhưng điều này sẽ làm kẹt cứng các quân cờ của người chơi ở khai cuộc và một lần nữa mang lại lợi thế lớn cho Đen. Tuy nhiên, quy tắc được sử dụng trong bài viết này và The Chess Variant Pages, cho phép bắt các quân cờ có thứ hạng cao hơn hoặc bằng nhau trừ vua hoặc hoàng tử, sẽ loại bỏ lợi thế này cho Đen.

## Chiến thuật

### Giá trị quân cờ
Theo Hiệp hội Chu Shogi của Đức, giá trị trung bình của các quân cờ là (sử dụng cách diễn giải của các nguồn tiếng Anh):
| Tên quân cờ  | Giá trị ước tính | Phong cấp thành | Giá trị ước tính |
| ------------ | ---------------- | --------------- | ---------------- |
| Quỷ lửa      | 83               | —               | —                |
| Đại tướng    | 45               | —               | —                |
| Phó tướng    | 39               | —               | —                |
| Thủy ngưu    | 17               | Quỷ lửa         | 83               |
| Phi tướng    | 23               | Đại tướng       | 45               |
| Sư ưng       | 25               | —               | —                |
| Giác tướng   | 21               | Phó tướng       | 39               |
| Bôn thứu     | 22               | —               | —                |
| Bôn vương    | 22               | Bôn thứu        | 22               |
| Sư tử        | 18               | Sư ưng          | 25               |
| Phi thứu     | 18               | Phi tướng       | 23               |
| Giác ưng     | 19               | Giác tướng      | 21               |
| Xa binh      | 18               | Tứ thiên vương  | 12               |
| Long vương   | 14               | Soaring Eagle   | 18               |
| Long mã      | 12               | Giác ưng        | 19               |
| Phi xa       | 12               | Long vương      | 17               |
| Thụ binh     | 8                | Xa binh         | 18               |
| Hoành binh   | 7                | Thủy ngưu       | 17               |
| Giác hành    | 10               | Long mã         | 12               |
| Thụ hành     | 7                | Phi ngưu        | 16               |
| Hoành hành   | 7                | Bôn trư         | 16               |
| Phượng hoàng | 3                | Bôn vương       | 22               |
| Kỳ lân       | 3                | Sư tử           | 18               |
| Hương xa     | 6                | Bạch câu        | 14               |
| Phản xa      | 6                | Kình nghê       | 10               |
| Vua          | 4                | —               | —                |
| Túy tượng    | 3                | Thái tử         | 4                |
| Kim tướng    | 3                | Phi xa          | 12               |
| Mãnh báo     | 3                | Giác hành       | 10               |
| Manh hổ      | 3                | Phi lộc         | 9                |
| Ngân tướng   | 2                | Thụ hành        | 7                |
| Đồng tướng   | 2                | Hoành hành      | 7                |
| Thiết tướng  | 2                | Thụ binh        | 8                |
| Quế mã       | 1                | Hoành binh      | 7                |
| Khuyển       | 1                | Tạp tướng       | 6                |
| Bộ binh      | 1                | Kim tướng       | 3                |

Các giá trị trung bình này không tính đến địa vị đặc biệt của quân Vua và Thái tử như những quân cờ hoàng gia. Chúng cũng đã được chuẩn hóa để con tốt có giá trị 1 điểm, tránh phân số. Ngoài ra, các quân cờ sẽ tăng giá trị nếu chúng có cơ hội thăng hạng tốt (đặc biệt là đối với Thủy ngưu, loại quân được thăng hạng thành quân cờ mạnh nhất trong trò chơi), các quân Tướng nhảy xa và Quỷ lửa có xu hướng mất đi một số sức mạnh khi quân cờ trên bàn cờ ít đần (vì khi đó họ không thể sử dụng hết khả năng nhảy và đốt của các quân cờ).